# Smoky Hill River
Der Smoky Hill River ist ein 925 km langer Fluss im Zentrum der Great Plains von Nordamerika.
Er fließt in den US-Bundesstaaten Colorado und Kansas.

## Namen
Der Fluss Smoky Hill River verdankt seinen Namen der Smoky-Hills-Region in Nordzentral-Kansas, durch welche er fließt.
Die Ureinwohner der Smoky Hills betrachteten ihn und den Kansas River zusammen als einen Fluss und nannten sie Chetolah und Okesee-sebo.
Frühe Landkarten europäischer Entdecker nannten den Fluss (in Kombination mit dem Kansas River) als River of the Padoucas, da seine Quelle in dem als „Padouca“ (Comanche-Territorium) bezeichneten Gebiet liegt.
Die USGS listet weitere Namensvarianten für den Smoky Hill River:
- Chitolah River
- Fork of the Hill Buckaneuse
- La Fourche de la Cote Boucaniere
- La Touche de la Cote Bucanieus
- Manoiyohe
- Pe P'a
- Sand River
- Shallow River
- Smoky Creek
- Branche de la Montagne a la Fumee
- Ka-i-urs-kuta
- Oke-see-sebo River
- Rahota katit hibaru

## Geographie

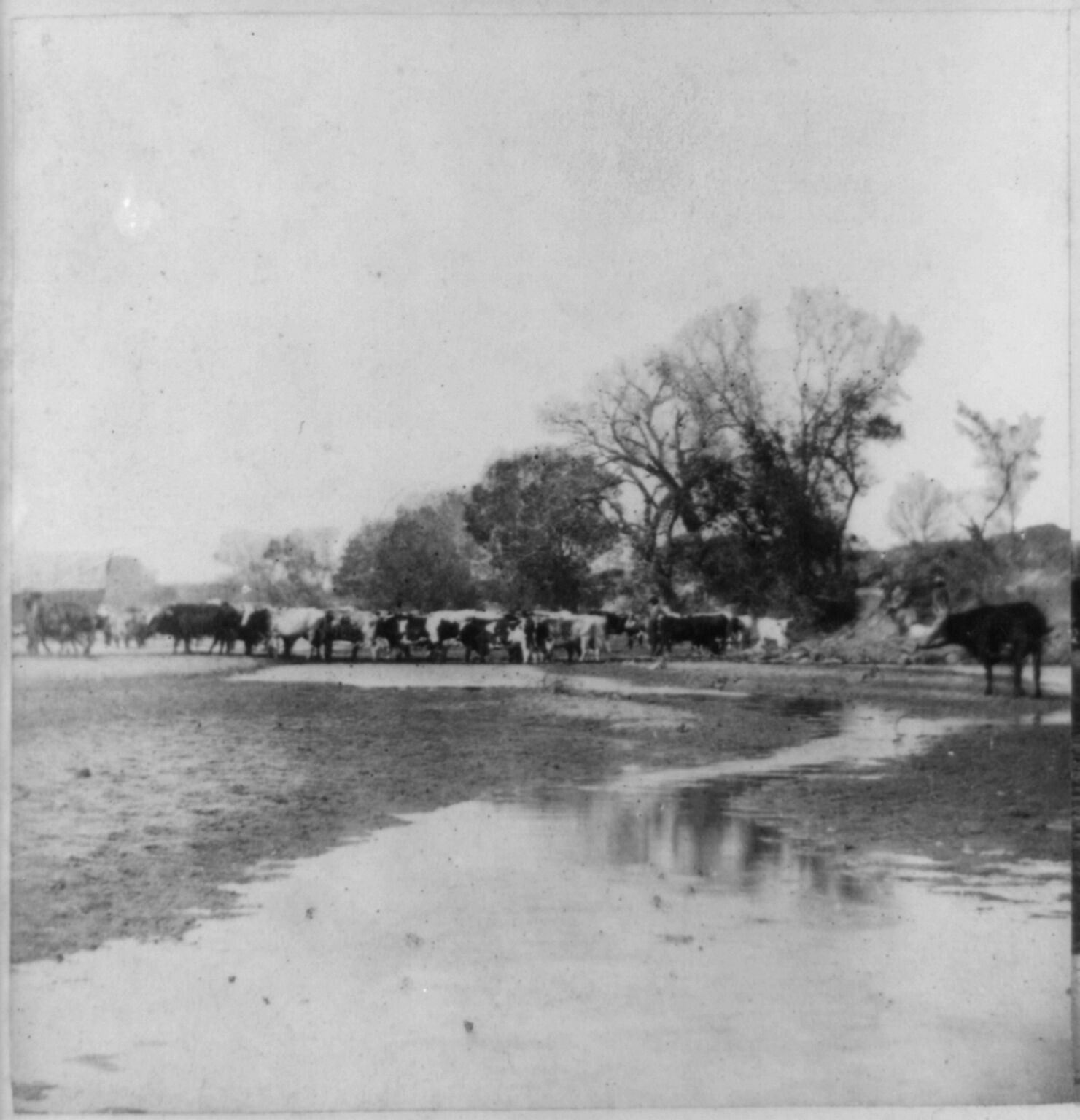
Vieh durchquert den Smoky Hill River bei Ellsworth (photo by A. Gardner, 1867)

Der Smoky Hill River hat seinen Ursprung in den High Plains im östlichen Colorado, von wo aus er in östlicher Richtung fließt.
Der Hauptfluss als auch der North Fork Smoky Hill River entspringen im Cheyenne County.
Beide Ströme treffen etwa 5 km westlich von Russell Springs im Logan County aufeinander.
Von dort setzt der Fluss seinen Lauf in überwiegend östlicher Richtung durch die Smoky Hills Region fort.
Der Saline River, einer der beiden Hauptnebenflüsse, mündet in den Smoky Hill River im östlichen Saline County.
Der andere Hauptnebenfluss, der Solomon River, trifft auf den Smoky Hill River im Westen des Dickinson County.
Der Smoky Hill River erreicht schließlich den Republican River bei Junction City (Kansas), mit dem er zusammen den Kansas River bildet.
Der Smoky Hill River entwässert ein Gebiet von 19260 km².
Am Smoky Hill River liegen zwei Stauseen: Cedar Bluff Reservoir in Trego County und Kanopolis Lake in Ellsworth County.
Die größte Stadt am Smoky Hill River ist Salina.
Neben Junction City liegen noch folgende Orte in Kansas am Fluss: Ellsworth, Marquette, Lindsborg und Abilene.